# 香川県信用組合
香川県信用組合（かがわけんしんようくみあい）は、香川県高松市に本店を置く信用組合である。通称けんしん。
コーポレートスローガンは「好きです　ふるさと　心のふれあい大切に」。

## 概要
香川県下一円を営業区域にすると同時に、県内唯一の信用組合でもある。
香川県信用組合をメインバンクとする香川県内の企業は144社（構成比1.2%）であり、全金融機関中9位となっている。

## 沿革
- 1952年（昭和27年）10月22日 - 讃岐信用組合として高松市天神前45番地に設立[3]。
- 1954年（昭和29年）
  - 3月12日 - 香川県信用組合に改称[4]。
  - 4月23日 - 事業地区を香川県一円に変更[4]。
- 1957年（昭和32年）5月16日 - 営業店の名称を「支所」から「支店」に変更[4]。
- 1960年（昭和35年）10月15日 - 国民金融公庫代理業務取扱開始[5]。
- 1965年（昭和40年）12月1日 - 小規模企業共済事業団代理業務取扱開始[6]。
- 1966年（昭和41年）
  - 4月1日 - 住宅金融公庫代理業務取扱開始[6]。
  - 10月12日 - 本店ビル新築[6]。
- 1967年（昭和42年）12月21日 - 環境衛生金融公庫代理業務取扱開始[6]。
- 1970年（昭和45年）
  - 8月1日 - NHK受信料口座振替業務取扱開始[7]。
  - 9月28日 - 内国為替業務取扱開始[7]。
- 1971年（昭和46年）12月3日 - 付帯業務（有価証券振込金受入、配当金支払、保護預り）取扱開始[7]。
- 1973年（昭和48年）3月31日 - 預金量100億円超え[7]。
- 1974年（昭和49年）
  - 1月23日 - 日本不動産銀行代理業務取扱開始[7]。
  - 4月1日 - 日本電信電話公社収入金収納事務取扱開始[7]。
- 1975年（昭和50年）
  - 6月1日 - 香川県収納代理金融機関として、県の公金収納事務取扱開始[8]。
  - 8月13日 - コンピュータ（NCR1000）始動式挙行[8]。
  - 10月1日 - 日本長期信用銀行及び日本興業銀行代理業務取扱開始[8]。
- 1976年（昭和51年）
  - 4月1日 - 四国電力電気料金収納事務取扱開始[8]。
  - 4月2日 - 公庫住宅融資保証協会、建設業建設基金業務取扱開始[8]。
  - 9月30日 - 預金量200億円越え[8]。
- 1979年（昭和54年）7月31日 - 預金量300億円越え[8]。
- 1981年（昭和56年）12月30日 - 預金量400億円越え[9]。
- 1983年（昭和58年）
  - 5月23日 - 預金業務のオンラインスタート[9]。
  - 8月1日 - しんくみカード取扱開始[9]。
- 1984年（昭和59年）8月13日 - 全国銀行データ通信システムに接続[9]。
- 1985年（昭和60年）10月31日 - 預金量500億円越え[10]。
- 1986年（昭和61年）
  - 7月14日 - CD機（現金自動支払機）を本店他5ヶ店に設置、けんしんキャッシュサービス開始[10]。
  - 8月4日 - 百十四銀行とCD機相互利用提携開始[10]。
- 1987年（昭和62年）10月12日 - ふるさと香川オンラインサービス加盟によりCD機相互利用提携取扱開始[10]。
- 1988年（昭和63年）6月28日 - 預金量600億円越え[10]。
- 1989年（平成元年）
  - 7月20日 - 預金量700億円越え[11]。
  - 7月24日 - 本店営業部にATM機（現金自動預け払い機）設置[11]。
- 1990年（平成2年）7月25日 - 預金量800億円越え[11]。
- 1991年（平成3年）
  - 9月22日 - ATM日曜日稼働（サンデーバンキング）開始[11]。
  - 12月27日 - 預金量900億円越え[11]。
- 1992年（平成4年）12月31日 - 預金量1,000億円越え[11]。
- 1994年（平成6年）
  - 1月4日 - 信用組合共同センターに加盟[12]。
  - 3月14日 - 証券（国債窓販）業務取扱の認可[12]。
  - 4月8日 - 地域金融VANマリンネットシステム稼働[12]。
- 1997年（平成9年）12月25日 - 国民金融公庫代理貸付の取扱を全店で開始[13]。
- 1999年（平成11年）5月6日 - SKC（信組情報サービス）センターポスト開始[13]。
- 2000年（平成12年）
  - 2月22日 - 四国の信組としては初となる宝くじの販売を三本松支店で開始[14]。
  - 3月1日 - SKC-ALMシステム（資産・負債総合管理）を導入[14]。
  - 3月6日 - デビットカード取扱開始[14]。
- 2001年（平成13年）
  - 5月14日 - ATM機による土曜・日曜・祝日の入金業務開始[14]。
  - 7月10日 - 損害保険窓口販売業務取扱開始[14]。
  - 10月5日 - けんしんネット導入[14]。

## 歴代理事長
| 代 | 氏名     | 期間                                          | 備考       |
| -- | -------- | --------------------------------------------- | ---------- |
| 1  | 原内栄   | 1962年（昭和27年）9月 - 1963年（昭和28年）2月 |            |
| 2  | 阿河準一 | 1963年（昭和28年）6月 - 1964年（昭和29年）2月 |            |
| 3  | 国東照太 | 1964年（昭和29年）2月 - 1972年（昭和47年）6月 | 在職中死去 |
| 4  | 国東照正 | 1972年（昭和47年）6月 - 2016年（平成28年）6月 |            |
| 5  | 川畑貢   | 2016年（平成28年）7月 - 2022年（令和4年）6月  |            |
| 6  | 右川俊二 | 2022年（令和4年）7月 - 現職                   |            |

## 店舗
店舗数は17ヶ店。事業地区は香川県下一円で、店舗網は高松市を中心に丸亀市、坂出市、観音寺市、さぬき市、東かがわ市、三豊市、小豆郡土庄町、仲多度郡琴平町の7市2町に展開しているが、店舗外ATMを含めても香川郡直島町には近隣店舗が無い。

## サービス
当組合のATM（他金融機関が幹事となっている共同ATMを除く）では、しんくみ お得ねっと提携参加信用組合のカードは自組合扱いとなる。ただし、土休日に稼動しているのは本店・中央支店・土庄支店と店舗が建て替えられた屋島支店・円座支店、店舗外ATMの内海出張所のみのため注意が必要である。
当組合と高松信用金庫・JAバンク香川ではセブン銀行と提携しており、セブン銀行ATMが利用できる。